# Гарса Гутьеррес, Рафаэль
Рафаэ́ль Га́рса Гутье́ррес (исп. Rafael Garza Gutiérrez, 13 декабря 1896 — 3 июля 1974) — мексиканский футболист, защитник. Один из основателей и бессменный игрок клуба «Америка», защитник и тренер сборной Мексики, участник Олимпийских игр 1928 года и чемпионата мира 1930 года. Старший брат футболиста Франсиско Гарсы Гутьерреса.

## Карьера

### Клубная
12 октября 1916 года вместе с группой единомышленников он создал футбольный клуб «Америка», назвав его в честь отмечаемого в тот день праздника. Являясь одним из основных игроков клуба, Рафаэль выступал в нём вплоть до 1930 года, а с 1925 по 1928 гг. четырежды выигрывал в его составе чемпионат Мексики.

### В сборной
Дебют Рафаэля за сборную состоялся в серии из трёх товарищеских игр с Гватемалой на поле соперника в январе 1923 года. В декабре того же года серия была продолжена тремя матчами в Мехико.
1928 год ознаменовался участием мексиканцев в Олимпийском турнире в Амстердаме. После двух поражений сборная Мексики прекратила участие в этом турнире.
В 1930 году Рафаэль, вместе с младшим братом Франсиско, принял участие в первом чемпионате мира по футболу, где он был самым старшим из игравших футболистов. Отыграв на турнире три матча (все три были проиграны), мексиканцы отправились домой.
| Матчи и голы Рафаэля Гарсы Гутьерреса за сборную Мексики | Матчи и голы Рафаэля Гарсы Гутьерреса за сборную Мексики | Матчи и голы Рафаэля Гарсы Гутьерреса за сборную Мексики | Матчи и голы Рафаэля Гарсы Гутьерреса за сборную Мексики | Матчи и голы Рафаэля Гарсы Гутьерреса за сборную Мексики | Матчи и голы Рафаэля Гарсы Гутьерреса за сборную Мексики | Матчи и голы Рафаэля Гарсы Гутьерреса за сборную Мексики |
| -------------------------------------------------------- | -------------------------------------------------------- | -------------------------------------------------------- | -------------------------------------------------------- | -------------------------------------------------------- | -------------------------------------------------------- | -------------------------------------------------------- |
| №                                                        | Дата                                                     | Место проведения                                         | Соперник                                                 | Счёт                                                     | Голы                                                     | Турнир                                                   |
| 1                                                        | 1 января 1923                                            | Гватемала, Гватемала                                     | Гватемала                                                | 3:2                                                      | -                                                        | Товарищеский матч                                        |
| 2                                                        | 4 января 1923                                            | Гватемала, Гватемала                                     | Гватемала                                                | 1:3                                                      | -                                                        | Товарищеский матч                                        |
| 3                                                        | 7 января 1923                                            | Гватемала, Гватемала                                     | Гватемала                                                | 4:1                                                      | -                                                        | Товарищеский матч                                        |
| 4                                                        | 9 декабря 1923                                           | Мехико, Мексика                                          | Гватемала                                                | 2:1                                                      | -                                                        | Товарищеский матч                                        |
| 5                                                        | 12 декабря 1923                                          | Мехико, Мексика                                          | Гватемала                                                | 2:0                                                      | -                                                        | Товарищеский матч                                        |
| 6                                                        | 16 декабря 1923                                          | Мехико, Мексика                                          | Гватемала                                                | 3:3                                                      | -                                                        | Товарищеский матч                                        |
| 7                                                        | 30 мая 1928                                              | Амстердам, Нидерланды                                    | Испания                                                  | 1:7                                                      | -                                                        | Олимпийские игры 1928                                    |
| 8                                                        | 5 июня 1928                                              | Амстердам, Нидерланды                                    | Чили                                                     | 1:3                                                      | -                                                        | Олимпийские игры 1928                                    |
| 9                                                        | 13 июля 1930                                             | Монтевидео, Уругвай                                      | Франция                                                  | 1:4                                                      | -                                                        | Чемпионат мира 1930                                      |
| 10                                                       | 16 июля 1930                                             | Монтевидео, Уругвай                                      | Чили                                                     | 0:3                                                      | -                                                        | Чемпионат мира 1930                                      |
| 11                                                       | 19 июля 1930                                             | Монтевидео, Уругвай                                      | Аргентина                                                | 3:6                                                      | -                                                        | Чемпионат мира 1930                                      |

Итого: 11 матчей / 0 голов; 4 победы, 1 ничья, 6 поражений.

### Тренерская
Уже начиная с 1917 года, Рафаэль совмещал в родном клубе функции игрока и тренера. Он тренировал «Америку», с небольшими перерывами, на протяжении более 30 лет. Также трижды занимал тренерский пост в сборной Мексики. Под его руководством сборная проводила отборочные матчи к чемпионатам мира 1934, 1938 и 1950 годов.